# Rossini! Rossini!
Pour plus de détails, voir Fiche technique et Distribution.
Rossini! Rossini! est un film biographique italien coécrit et réalisé par Mario Monicelli, sorti en 1991. 

## Synopsis
Le récit, de l'enfance à la mort, du compositeur italien Gioachino Rossini, considéré comme l'un des plus grands génies musicaux de tous les temps. Amoureux des femmes et de Paris, il connut succès et échecs au cours de ses nombreux voyages en carrosse avec son fidèle imprésario. 
Installé dans sa demeure de Passy, Rossini, à la fin de sa vie, se remémore ses années d'enfance, sa découverte de la musique, ses œuvres et ses amours, dont sa première romance avec la cantatrice Marietta Marcolini.

## Fiche technique
- Titre original et français : Rossini! Rossini!
- Réalisation : Mario Monicelli
- Scénario : Mario Monicelli, Suso Cecchi D'Amico, Nicola Badalucco et Bruno Cagli
- Montage : Ruggero Mastroianni
- Musique : Giovanni Pergolesi et les musiques additionnelles de Gioachino Rossini
- Photographie : Franco Di Giacomo
- Costumes : Lina Nerli Taviani
- Production : Alfonso Cucci et Marcia Sellari
- Sociétés de production : Carthago Films S.a.r.l., Istituto Luce et Italnoleggio Cinematografico
- Société de distribution : Artédis
- Pays d'origine :  Italie
- Langue originale : italien
- Format : couleur
- Genre : biographie
- Durée : 155 minutes
- Dates de sortie : 
  -  Italie : 12 septembre 1991
  -  France : 8 mai 1996

## Distribution
- Philippe Noiret : Gioachino Rossini âgé
- Sergio Castellitto : Gioachino Rossini jeune
- Jacqueline Bisset : Isabella Colbran
- Giorgio Gaber : Domenico Barbaja
- Assumpta Serna : Marietta Marcolini
- Sabine Azéma : Olympe Pélissier
- Galeazzo Benti : Sosthènes de La Rochefoucauld
- Feodor Chaliapin Jr. : Baron Rothschild
- Claudio Gora : Dr. Bardos
- Silvia Cohen : Marietta Alboni
- Pia Velsi : Adina
- Maurizio Mattioli : Mimì
- Vittorio Gassman : Ludwig van Beethoven (caméo)
- Paolo Baroni : Michotte
- Doublage version française : Bruno CHEVILLARD